# North American XF-108 Rapier
Vous lisez un « bon article » labellisé en 2017.
Le North American XF-108 Rapier est un projet d'avion d'interception à grande vitesse et long rayon d'action, développé par la North American Aviation pour protéger les États-Unis des bombardiers supersoniques soviétiques.
Pour limiter les coûts de développement, le programme partage le développement des moteurs avec le programme de bombardier stratégique XB-70 Valkyrie et utilisait un grand nombre d'éléments des projets d'intercepteurs précédents. Seule une maquette a été construite, avant l'annulation du projet, en 1959, en raison d'un manque de fonds et de l'adoption par les soviétiques des missiles balistiques comme principaux vecteurs de charges nucléaires. S'il avait volé, le F-108 aurait été le plus lourd avion de chasse de son époque.

## Historique

### Développement

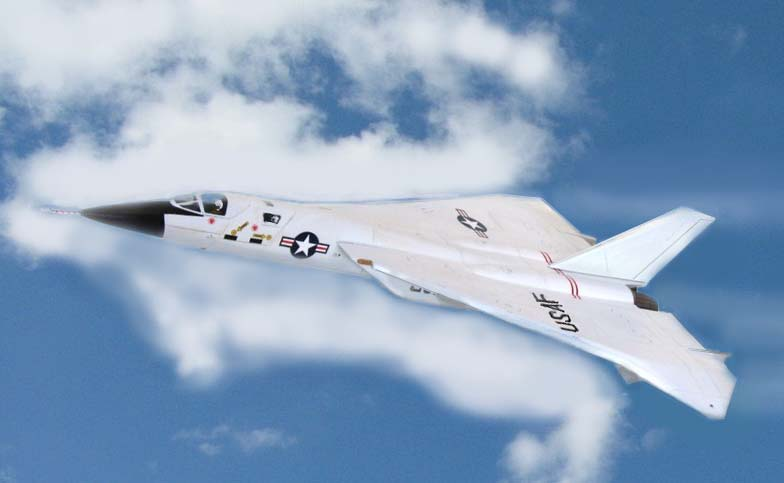
Vue d'artiste du North American XF-108-Rapier

Au début des années 1950, la United States Air Force (USAF) souhaite un intercepteur à long rayon d'action à très hautes performances. Le 20 juillet 1955, est approuvé le développement officiel de ce qui sera connu comme l'intercepteur expérimental à long rayon d'action (Long-Range Interceptor, Experimental, LRI-X), destiné à remplacer les F-102 Delta Dagger et F-106 Delta Dart. Le cahier des charges est arrêté le 6 octobre 1955, demandant un intercepteur pouvant voler à une altitude de 18 000 m (60 000 ft) à une vitesse de Mach 1,7 (1 780 km/h) et avec un rayon d'action de 1 600 km. Il doit avoir un équipage de deux hommes et au moins deux moteurs. Une exigence ultérieure porte sur l'installation d'un système de conduite de tir, permettant l'interception d'un bombardier à 110 km (60 NM) et la destruction de trois cibles au cours d'une même mission.
Sur les huit sociétés intéressées, des contrats pour des études préliminaires sont envoyés à North American Aviation, Lockheed et Northrop Corporation le 11 octobre 1955, cinq jours après l'émission du cahier des charges. Sur le papier, la proposition de North American, nommée « NA-236 », se montre la plus prometteuse. Le NA-236 partage des similarités avec ce qui deviendra le XF-108, même si les différences les plus évidentes sont l'ajout de deux pinnules à mi-envergure des gouvernes de profondeur, ainsi que d'un plan canard. Les difficultés politiques et budgétaires conduisent à l'annulation du programme, le 9 mai 1956.
À la suite d'une confusion considérable, le programme est relancé le 11 avril 1957, lorsque North American reçoit un contrat pour deux prototypes. Le projet reçoit la désignation F-108, et est également connu comme « Weapon System 202A » (Système d'arme 202A, WS-202A). La désignation utilisée par North American est « NA-257 », bien qu'il soit fondamentalement identique au NA-236. À cette époque, l'Air Defense Command (Commandement de défense aérienne, ADC) prévoit une commande de 480 appareils.
Le modèle qui en résulte subit une profonde évolution, tant en raison de sa technologie de pointe que de la révision continue des exigences de l'USAF. Les premières révisions concernent un appareil disposant d'un plan canard proéminent, d'une envergure de 6,04 m (19 ft 10 in) et d'une flèche de voilure de 53.5°. Dans cette configuration, l'appareil doit avoir une masse maximale au décollage de 45 088 kg (99 400 lb) et un plafond opérationnel de 22 110 m (75 550 ft). En plus de son rôle d'avion intercepteur, le F-108 est également proposé par North American comme chasseur d'escorte pour son prototype de bombardier supersonique B-70 Valkyrie. Les points communs entre le B-70 et le F-108 sont la capsule d'éjection et les moteurs General Electric YJ93. Un autre rôle envisagé pour le F-108 est de servir à « combler les brèches » du système de la ligne DEW (Distant Early Warning, alerte avancée à longue distance) ; en raison de sa grande vitesse, le F-108 doit pouvoir balayer plus de 710 000 km2 de terrain par heure passée en vol.
À partir de septembre 1958, des modifications substantielles d'ingénierie et de conception sont réalisées ; cependant, le Strategic Air Command (SAC) ne s'intéresse plus à l'idée de chasseur d'escorte. Pour accompagner le B-70 tout au long de la route vers la cible et revenir, le rayon d'action du F-108 doit être comparable à celui du bombardier ; or selon ses caractéristiques initiales, son rayon d'action reste insignifiant par rapport à celui du B-70,. Le 30 décembre 1958, la commande d'avions de préproduction YF-108A est réduite de 31 à 20 appareils d'essai, et le premier vol est reporté de février à avril 1961. Le modèle final du XF-108, dont une maquette à taille réelle est construite, est présenté aux officiers de l'Air Force entre le 17 et le 20 janvier 1959. Le projet reçoit le nom « Rapier » (Rapière en français) le 15 mai 1959, à la suite d'une demande de suggestion faite par l'Air Defense Command aux aviateurs.

### Annulation
Alors même que le programme XF-108 progresse bien, des signes laissant présager son annulation commencent à apparaître. L'absence de confirmation de la menace des bombardiers de l'aviation à long rayon d'action soviétique, la priorité donnée aux missiles nucléaires offensifs et défensifs à la fin des années 1950 et au début des années 1960, ainsi que l'augmentation des coûts du projet, contribuent à la résiliation du contrat du XF-108,. L'annulation est annoncée le 23 septembre 1959. North American continue cependant à affiner la conception au cours de l'année 1960, en espérant que le programme puisse être relancé. Malgré l'argent supplémentaire investi et le temps passé sur le Rapier, le projet est abandonné. Mais le travail n'est pas totalement vain : l'avion de reconnaissance supersonique A-5 Vigilante, développé pour la Navy, conserve l'ensemble fuselage/armement et les systèmes du Rapier. De bien des façons, le Vigilante peut être vu comme l'application des principes de conception du Rapier sur un modèle supersonique.
Hughes Aircraft souhaite continuer le développement du système avancé de contrôle de tir et du missile GAR-9,. Le développement du radar et des missiles du F-108 est poursuivi par l'USAF et le système est finalement utilisé dans le programme YF-12. La configuration finale pour le cockpit arrière sur l'YF-12A ressemble à celle du F-108 puisqu'elle reprend les mêmes interfaces et contrôles requis par le système de contrôle de tir Hughes ASG-18.

## Descriptif technique
Dans sa configuration initiale, le F-108 est équipé d'une très grande aile delta « coudée ». Des petits empennages verticaux fixes sont placés sous la voilure, montés à mi-envergure, et la grande dérive est entièrement mobile, complétée par deux stabilisateurs ventraux qui se déploient lorsque le train d'atterrissage se rétracte. Bien que quelques-unes des premières versions du modèle présentent un empennage distinct et, par la suite, un plan canard à l'avant, elles sont abandonnées dans le dessin final. Le fuselage et la voilure, de taille importante, possèdent respectivement deux et cinq réservoirs de carburant, qui donnent à l'avion un rayon d'action estimé à 2 000 km (1 100 NM). La vitesse maximale est estimée à 3 190 km/h (Mach 3) à une altitude de 24 900 m (81 800 ft). L'appareil est propulsé par deux turboréacteurs General Electric J93, également utilisés sur le bombardier XB-70 Valkyrie de North American, situés dans le fuselage. Ces moteurs utilisent un carburant aviation spécifique, le JP-6, similaire au JP-5 mais avec un point de congélation plus bas et une meilleure stabilité à l'oxydation thermique. Ce carburant est réparti dans cinq réservoirs dans le fuselage et quatre dans les ailes, ayant une contenance totale de 26 910 litres.

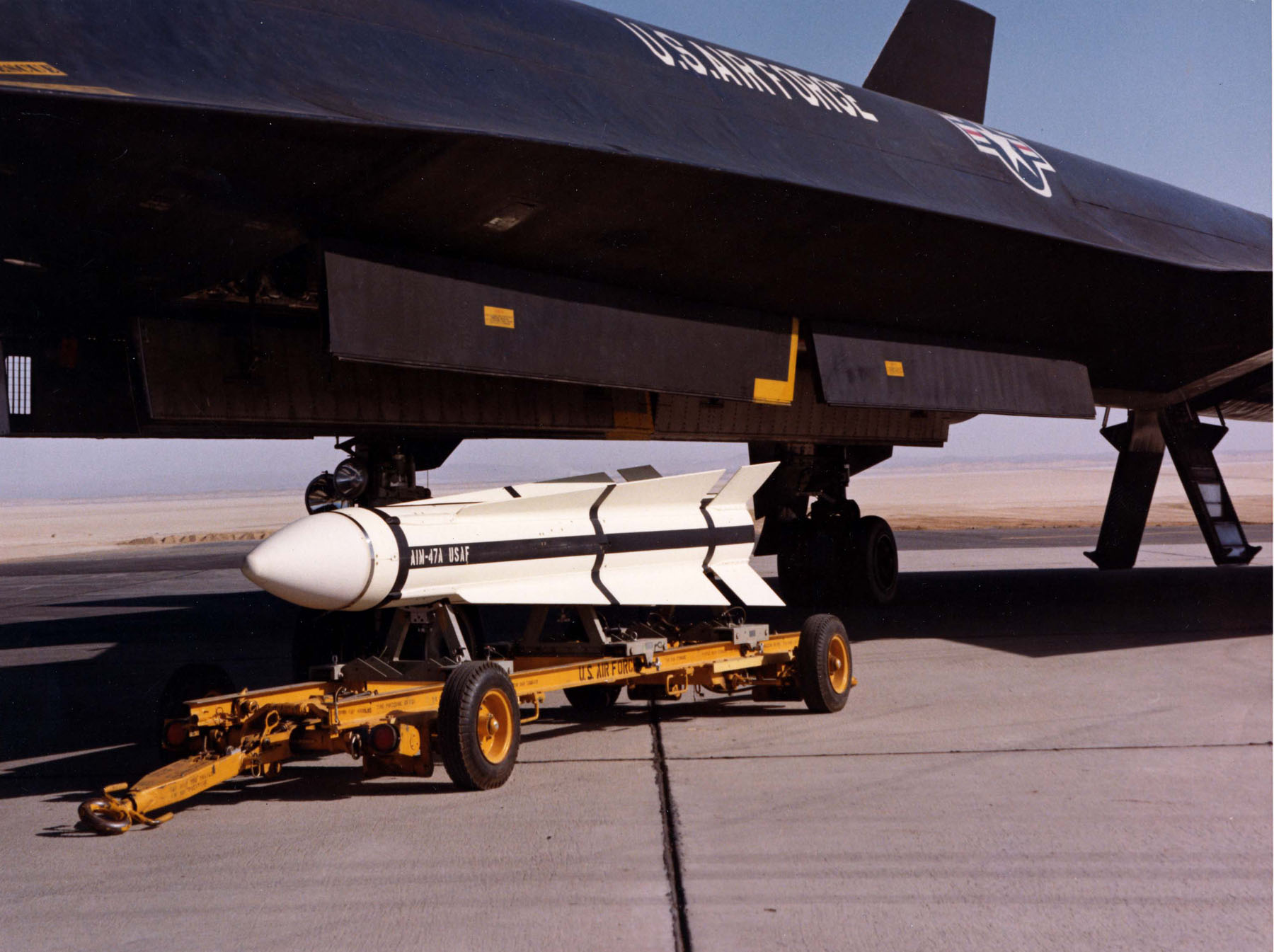
Un AIM-47 Falcon sous le Lockheed YF-12, un autre projet d'intercepteur trisonique.

Le XF-108 doit initialement être équipé du radar Hughes AN/ASG-18, le premier ensemble de radar Doppler pulsé américain. Il doit avoir une capacité à regarder et tirer vers le bas (en anglais : « Look down/Shoot down »), mais il ne peut suivre qu'une cible à la fois. Le radar est accouplé avec un système de recherche et de suivi infrarouge (Infra-Red Search and Tracking, IRST) placé sur les bords d'attaque des ailes. Ce radar est utilisé pour guider le missile air-air Hughes GAR-9 (redésigné par la suite AIM-47 Falcon), trois d'entre eux devant être emportés dans un lanceur rotatif placé dans la soute à armement, à l'intérieur de l'avion,,. Le GAR-9 est une arme de très grande taille, à long rayon d'action, qui dispose de son propre ensemble radar pour l'autoguidage terminal. Ce missile doit voler à Mach 6, avec une portée de 180 km. Ce projet sera également abandonné, et servira de base au AIM-54 Phoenix. Les missions d'interception devaient être guidées par le Semi-Automatic Ground Environment.

## Culture populaire
- Le Rapier apparait largement au sein d'un album des Aventures de Buck Danny, paru en 2022 dans la série "Classic" (n°6) et titré "Le Vol du Rapier".

### Note
1. ↑  Citation : « Le Pentagone, toutefois, a poursuivi le développement du système de contrôle de tir ASG-18 et du missile GAR-9. ».